# Pilot Point, Texas
Pilot Point là một thành phố thuộc quận Denton, tiểu bang Texas, Hoa Kỳ. Năm 2010, dân số của xã này là 3856 người.

## Dân số
- Dân số năm 2000: 3538 người.
- Dân số năm 2010: 3856 người.